# 1200-ті до н. е.

## Події
- Бл. 1209 до н. е. - перша письмова згадка слова "Ізраїль" (Стела Мернептаха).

## Правителі
- фараони Єгипту Мернептах, Аменмес та Сеті II;
- царі Ассирії Тукульті-Нінурта I, Ашшур-надін-апал та Ашшур-нірарі III;
- цар Вавилонії Адад-шум-уцур;
- царі Еламу Кітен-Хутран та Халлутуш-Іншушинак;
- царі Хатті Арнуванда III та Суппілуліума II;
- імператор китайської династії Шан Ву Дін.